# Kapince
Kapince este o comună slovacă, aflată în districtul Nitra din regiunea Nitra, pe malul râului Radošinka⁠(d). Localitatea se află la altitudinea de 169 m deasupra n.m., se întinde pe o suprafață de 5,84 km2 și în 2017 număra 187 de locuitori.

## Istoric
Localitatea Kapince este atestată documentar din 1261.

## Demografie
| An:                | 1994 | 2004 | 2014   | 2024   |
| ------------------ | ---- | ---- | ------ | ------ |
| Număr de persoane: | 193  | 193  | 187    | 172    |
| Diferență:         |      | +0%  | −3,10% | −8,02% |

| An:                | 2023 | 2024   |
| ------------------ | ---- | ------ |
| Număr de persoane: | 178  | 172    |
| Diferență:         |      | −3,37% |